# Teorema de Henry George
O teorema de Henry George, batizado em homenagem ao economista político e ativista norte-americano do século XIX Henry George, afirma que, sob certas condições, os gastos agregados do governo em bens públicos aumentarão a renda agregada com base no valor da terra (renda da terra) mais do que aquele montante, com o benefício do último investimento marginal igualando seu custo. Essa relação geral, observada pela primeira vez pelos fisiocratas franceses no século XVIII, é uma base para defender a cobrança de um imposto baseado nas rendas de terra para ajudar a custear o investimento público que ajuda a criar os valores da terra. Henry George popularizou esse método de aumentar a receita pública em suas obras (especialmente em Progresso e Pobreza), que ajudou a lançar o movimento do 'imposto único'.

## Origem
Em 1977, Joseph Stiglitz mostrou que, sob certas condições, os investimentos benéficos em bens públicos aumentarão as rendas de terra agregadas em pelo menos tanto quanto o custo dos investimentos. Essa proposição foi apelidada de "teorema de Henry George", pois caracteriza uma situação em que o 'imposto único' de Henry George sobre o valor da terra, além de eficiente, é o único imposto necessário para financiar os gastos públicos. Henry George foi famoso por defender a substituição de todos os outros impostos por um imposto sobre o valor da terra, argumentando que, como o valor da localização da terra era melhorado por obras públicas, sua renda econômica era a fonte mais lógica de receita pública.
Embora as condições especificadas no artigo de Stiglitz não existam estritamente na realidade, as condições reais costumam ser próximas o suficiente dos ideais teóricos para que a grande maioria dos gastos do governo realmente apareça como aumento do valor da terra. Estudos subsequentes generalizaram o princípio e descobriram que o teorema se mantém mesmo após o relaxamento das suposições. Estudos indicam que mesmo os preços da terra existentes, que estão deprimidos devido à carga tributária existente sobre o trabalho e  investimento, são grandes o suficiente para substituir os impostos em todos os níveis de governo.
Economistas mais recentes discutiram se o teorema fornece um guia prático para determinar o tamanho ótimo da população de cidades e empresas privadas. Os tratamentos matemáticos do teorema sugerem que uma entidade obtém uma população ótima quando os custos marginais opostos e os benefícios marginais de residentes adicionais são equilibrados.